# Gouverneurswahl in New York 1777
Die Gouverneurswahl in New York von 1777 fand im Juni 1777 statt. Gewählt wurden der Gouverneur und der Vizegouverneur von New York.

## Ablauf
Die Wahl fand am 1. Juni 1777 statt, jedoch dauerte es aufgrund der amerikanischen Revolution einige Zeit die Stimmen einzusammeln und zu zählen, so dass das offizielle Endergebnis erst am 9. Juli verkündet wurde. Am 11. Juli nahm George Clinton die Wahl zum Gouverneur von New York an und ging sofort an seine Arbeit, der ausstehende Amtseid wurde, sobald er gefahrlos sein Militärkommando verlassen konnte, vorgenommen.
Zu jener Zeit existierten noch keine politischen Parteien, die Demokratisch-Republikanische und die Föderalistische Partei traten nur 1789 auf, bis dahin war jede Kandidatur personengebunden. Ferner fanden die Kandidaturen für die Ämter des Gouverneurs und des Vizegouverneurs unabhängig voneinander statt, d. h., ein Kandidat konnte sich für beide Ämter zur Wahl stellen (running mates). Das New Yorker Committee of Safety befürwortete Philip Schuyler zum Gouverneur und George Clinton zum Vizegouverneur.

## Ergebnis
George Clinton wurde sowohl zum Gouverneur als auch zum Vizegouverneur gewählt. Als Folge davon trat Clinton formell als Vizegouverneur zurück und der zweitplatzierte Pierre Van Cortlandt, damals der Präsident des Committee of Safety, trat das Amt an.

### Kandidaten für das Amt des Gouverneurs von New York
| Bild   | Kandidat             | Stimmen | Stimmen |
| Bild   | Kandidat             | Anzahl  | Prozent |
| ------ | -------------------- | ------- | ------- |
|        | George Clinton       | 1.828   | 48,44 % |
|        | Philip Schuyler      | 1.199   | 31,77 % |
|        | John Morin Scott     | 368     | 9,75 %  |
|        | John Jay             | 367     | 9,72 %  |
|        | Robert R. Livingston | 7       | 0,19 %  |
|        | Philip Livingston    | 5       | 0,13 %  |
| Gesamt | Gesamt               | 3.774   | 100 %   |

### Kandidaten für das Amt des Vizegouverneurs von New York
| Bild   | Kandidat             | Stimmen | Stimmen |
| Bild   | Kandidat             | Anzahl  | Prozent |
| ------ | -------------------- | ------- | ------- |
|        | George Clinton       | 1.647   | 47,15 % |
|        | Pierre Van Cortlandt | 1.098   | 31,43 % |
|        | Abraham Ten Broeck   | 748     | 21,41 % |
| Gesamt | Gesamt               | 3.493   | 100 %   |